# Porioides rima
Porioides rima là một loài nhện trong họ Hahniidae.
Loài này thuộc chi Porioides. Porioides rima được miêu tả năm 1970 bởi Raymond Robert Forster.